# Complejo fotovoltaico Malgarida
El complejo fotovoltaico Malgarida es un complejo de dos centrales fotovoltaicas ubicado en la comuna de Diego de Almagro, en la región de Atacama, en el norte de Chile.
De propiedad de la empresa española Acciona Energía, el proyecto tuvo una inversión de 170 millones de dólares. El complejo (conformado por las centrales Malgarida I y Malgarida II) se encuentra en pleno desierto de Atacama, donde se captura la energía solar con 580 mil paneles fotovoltaicos asentados sobre estructuras de seguimiento horizontal, los cuales que permiten generar anualmente 654 gigavatios-hora de electricidad limpia, emplazadas en un terreno de aproximadamente 400 hectáreas.
Se estima que el complejo solar fotovoltaico abastecerá la demanda de 280 mil hogares chilenos y compensará 512.000 toneladas de emisiones de carbono al año.